# Unit 504
Unit 504 är en enhet för militär underrättelseinhämtning under Directorate of Military Intelligence (Aman) inom den israeliska försvarsmakten. Den arbetar med olika former för spioneri, inklusive agenter utomlands och i ockuperade områden (Humint).
Unit 504 är den militära motsvarigheten till de israeliska civila säkerhetstjänsterna Shin Bet och Mossad. Den har under senare år främst varit inriktat på Libanon, åtminstone fram till Hamas attack mot Israel i oktober 2023, då prioriteringen ändrats. Unit 504 gavs en stor roll i den israeliska arméns markoperation mot Hamas i Gaza hösten 2023.
Shin Bet och Unit 504 har i viss mån överlappande ansvar i de länder som de opererar gentemot.